# Жанатекес
Жанатекес (каз. Жаңатекес) — село в Райымбекском районе Алматинской области Казахстана. Входит в состав Текесского сельского округа. Код КАТО — 195869200.

## Население
В 1999 году население села составляло 442 человека (219 мужчин и 223 женщины). По данным переписи 2009 года, в селе проживало 505 человек (252 мужчины и 253 женщины).

## Топографические карты
- Лист карты K-44-41 Нарынкол. Масштаб: 1 : 100 000. Издание 1974 г.